# Jules-Charles Choquet
Pour les articles homonymes, voir Choquet.
Jules-Charles Choquet, né le 10 août 1846 à Paris, ville où il est mort le 30 janvier 1934 en son domicile dans le 16e arrondissement, est un peintre français.

## Biographie
Élève de Henri Harpignies et de Denis Bergeret, il expose au Salon des artistes français dont il est sociétaire, en 1929, la toile La halle, Le Faouët (Morbihan), y reçoit une mention honorable en 1888 et obtient une médaille de bronze à l'Exposition universelle de 1889. 
Il est connu pour ses paysages urbains de Paris et ses natures mortes de fleurs. 
Il est inhumé le 2 février 1934 au Cimetière du Père-Lachaise (81e division).